# مقاطعة جاكسون (إلينوي)
مقاطعة جاكسون (بالإنجليزية: Jackson County)‏ هي إحدى المقاطعات في ولاية إلينوي في الولايات المتحدة الأمريكية.

## معرض صور

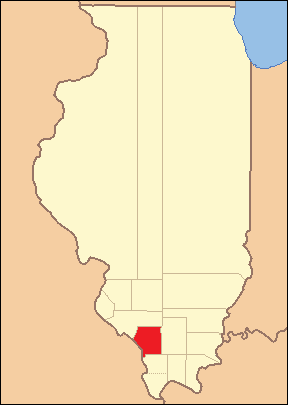
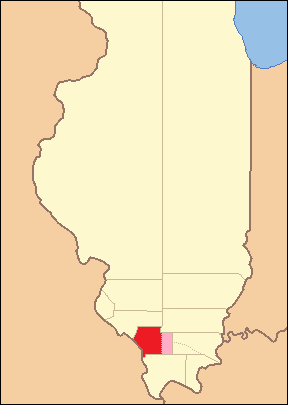
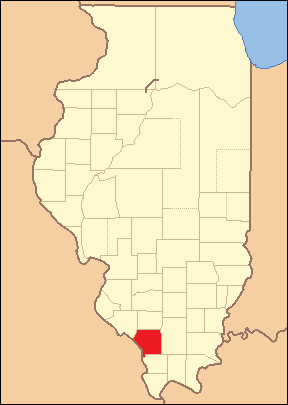